# Spatulignatha hemichrysa
Spatulignatha hemichrysa är en fjärilsart som beskrevs av Edward Meyrick 1910. Spatulignatha hemichrysa ingår i släktet Spatulignatha och familjen Lecithoceridae. Inga underarter finns listade i Catalogue of Life.